# Kofi Josephs
Kofi Josephs, né le 13 septembre 1991, à Birmingham, au Royaume-Uni, est un joueur anglais de basket-ball. Il évolue au poste d'arrière.